# Portugal en los Juegos Paralímpicos de Heidelberg 1972
Portugal estuvo representado en los Juegos Paralímpicos de Heidelberg 1972 por once deportistas masculinos. El equipo paralímpico portugués no obtuvo ninguna medalla en estos Juegos.